# Virginia Foxx
Virginia Foxx (nascida em 29 de junho de 1943) é um político da Carolina do Norte, sendo representante do 5º distrito de seu estado. Ela é membro do Partido Republicano. O distrito tem em grande parte da porção noroeste do estado e uma porção de Winston-Salem.

## Início de vida, educação e carreira
Foxx nasceu no Bronx, Nova York . Ela se formou na University of North Carolina em Chapel Hill, tendo um diploma de bacharel. Mais tarde, ela fez mestrado e doutorado em educação pela University of North Carolina em Greensboro.
Foxx trabalhou como assistente de pesquisa da UNC e mais tarde tornou-se professora na Appalachian State University. Ela era uma professora de Inglês antes de passar para administração universitária. De 1987 até sua entrada na política em 1994, ela foi presidente da Mayland Community College.

## Senado da Carolina do Norte
De 1994 a 2004, Foxx foi membro do Senado da Carolina do Norte.

## Câmara dos Representantes dos Estados Unidos

### Comitês
- Comissão da educação e da força de trabalho
  - Subcomissão da infância, ensino básico e secundário
  - Subcomissão de ensino superior e formação da força de trabalho (presidente)
- Comissão de regras

### Furacão Katrina
Em setembro de 2005, Foxx foi um dos 11 membros do Congresso a votar contra o pacote de ajuda de US$ 51 bilhões às vítimas do Furacão Katrina. Ela também foi um dos 33 republicanos a votar contra a extensão do Voting Rights Act, em julho de 2006.

### Hero Act
O primeiro projeto patrocinado por Foxx foi assinado em lei em 2006, a Hero Act, assinada pelo presidente Bush no Memorial Day de 2006, que permite tropas dos Estados Unidos para aumentar suas economias da aposentadoria, investindo uma parte do seu combate em pagar contas de aposentadoria individual.

### Electronic Pay Stub Act
O segundo projeto de lei patrocinado por Foxx e, posteriormente, transformado em lei é a Electronic Pay Stub Act que dá aos funcionários federais a opção de receber seu salário eletronicamente. Esta legislação é projetada para salvar milhões de dólares dos contribuintes.  Estudos têm demonstrado que custa 10 vezes mais para comprar e distribuir o pagamento em papeldo que em forma eletrônica. Esta lei foi promulgada em outubro de 2008.

### Matthew Shepard Act
Em abril de 2009, Foxx expressou oposição à Matthew Shepard Act, alegando que o assassinato de Matthew Shepard não foi um crime de ódio. Enquanto debatendo o ato na Câmara dos Representantes, que contou com a presença da mãe de Matthew Shepard, ela chamou o incidente de um "incidente muito infeliz", mas também declarou que "sabemos que o jovem foi morto em um assalto. Não foi porque ele era gay. Ela continuou dizendo "É realmente uma fraude que continua a ser usado como uma desculpa para a aprovação da lei."

## Campanhas

### Primária 2003 - 2004
Depois de o congressista Richard Burr decidir que ele iria concorrer para o Senado dos Estados Unidos, Foxx foi a primeira a entrar oficialmente na primária republicana. O 5º distrito da Carolina do Norte é altamente partidário. Devido a isso, a eleição tornou-se rapidamente um dos mais caros e piores na história da Carolina do Norte.
Em um campo de oito candidatos; Foxx teve seu como principal oponente o vereador Vernon Robinson. Robinson caluniou ela e os outros candidatos como os liberais, embora Foxx foi um dos membros mais conservadores do Legislativo estadual. Ele atacou Foxx alegando que ela tinha recebido dinheiro de grupos homossexuais. Foxx afirmou que o grupo deu-lhe uma pequena doação durante sua campanha para o Senado estadual, mas que não lhe davam mais dinheiro depois que viram o seu registro de votação. Apesar de Robinson ser o mais votado no primeiro turno, no segundo turno Foxx o derrotou com 55% contra 45% de Robinson.

### Eleições gerais

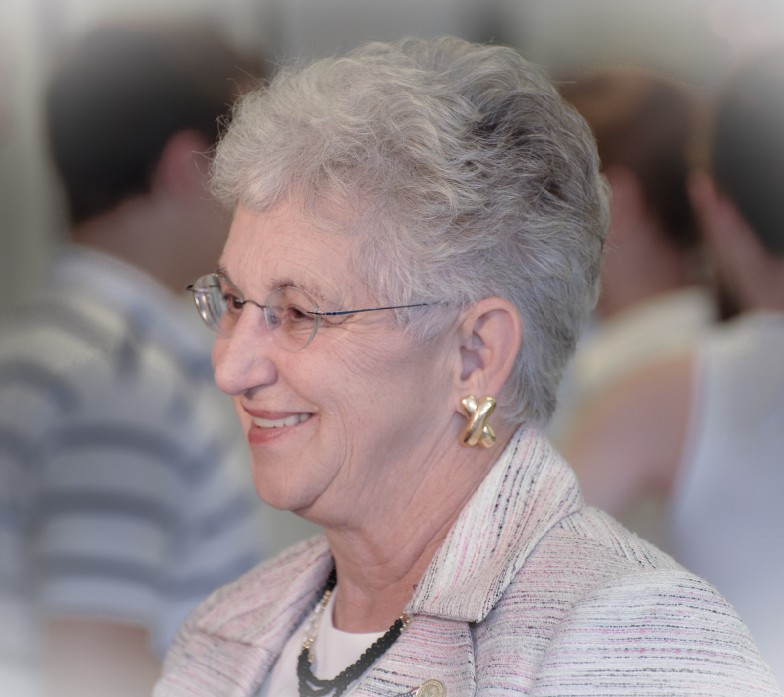
Virginia Foxx fala com eleitores em Yadkinville, NC

Em contraste com o a primária de 2004, na eleição geral ela venceu de Jim Harrell, Jr.,  com facilidade, tendo 59% dos votos contra 41%.
Foxx foi brevemente alvo de derrota nas eleições de 2006, mas os democratas queriam escolheram o prefeito popular de Winston-Salem Allen Joines, que decidiu não concorrer. Joines disse mais tarde que ele não tem estômago para o tipo de eleição, e ele sentiu que seria necessário para derrotar Foxx. Seu oponente em 2006 foi Roger Sharpe, que foi derrotado. Roy Carter do Condado de Ashe, na Carolina do Norte foi adversário de Foxx para o seu lugar na eleição de 2008, ela ganhou por uma margem substancial.
Em novembro de 2010, Foxx foi reeleita com cerca de 65% dos votos. Ele foi um dos que apoiaram a prisão de Julian Assange em um abaixo-assinado em 2010.